# Юдейське царство
31°31′57″ пн. ш. 35°05′59″ сх. д. / 31.532569° пн. ш. 35.099825° сх. д.
Юдейське царство — південне ізраїльське царство зі столицею в Єрусалимі. Царство Юди проіснувало понад 300 років і було знищене Вавилоном близько 600 до н. е.
Ізраїльське царство проіснувало 120 років: Саул, Давид і Соломон царювали кожен по 40 років. Після смерті царя Соломона царство поділилося. Десять колін (племен) утворили Північне Царство зі столицею в Самарії. Два коліна (племена) Юда та Веніямин утворили Південне Царство, зване Юдея, зі столицею в Єрусалимі.
Але і тих два царства не були тривалі. Північне Царство проіснувало понад 200 років і було знищене Ассирією 721 р. до н. е. Південне Царство проіснувало понад 300 років і було завойоване Вавилоном близько 600 р. до Різдва Христового.
У Юдейському царстві проповідували такі пророки: Авдій 848–841, Йоїл 835–796, Міхей 740–736, Ісая 736–716, Наум 640–609, Авакум 609–597, Цефанія 597–586, Єремія.
Правили такі царі: Ровоам 930–914, Авія 913–911, Аса 911–870, Йосафат 870–848, Порам 848–841, Агазія 841, Гофолія 841–835, Йоаш 835–796, Амазія 796–781, Узія 781–740, Йоафам 740–736, Ахаз 736–716, Єзекія 716–687. Після падіння Самарії правив Манасія 687–642, Амон 642–640, Йосія 640–609, Йоаким 609–597, Седекія 597–586.

## Правління Юдейських царів
Першим царем Юдеї був Ровоам син Соломона. Його правління описане в Другій книзі царів.
849–842 р. до н. е — правління Йорама. В його часи Ідумея виборює незалежність. Одружився з дочкою царя Північно-Ізраїльського царства Аталією. Вона стала знищувати нащадків Давида по всій Юдеї, але упустила одного сина Ахаза — Йоаса, якого приховав і виховав первосвященик Єгояда.
837 р. до н. е. — Йоас проголошений царем, а Аталія страчена.
727–698 — правління Єзекії. Зміцнення Юдейського царства. Єзекія був вихований під впливом пророка Ісаї (2 Цар. 19:5), та приступив до суттєвих релігійних та культурних реформ. В цей час була написана книга пророка Ісайї.
701 до н. е. — невдала облога Єрусалиму Санхерібом
609–598 р. до н. е. — цар Йоаким. На 13 році його правління починається пророча діяльність Єремії. Пророк Єремія написав книгу «Пророцтва» (Книга пророка Єремії), «Плач» (книга «Плач Єремії») про зруйнування Єрусалиму і Послання.

## Вавилонський полон (586—537рр. До н. Е.)
586 — зруйнування Єрусалимського Храму та переселення юдеїв. Вавилонський полон не знищив народ Юдеї, на відміну від ассирійської полону, який став фатальним для населення Ізраїлю. Згідно з Біблією в цей час припадає діяльність пророків Єзекіїля та Даниїла, написана книга пророка Єзекіїля. За царя Артаксеркса відбуваються події описані в книзі Есфір, що лягли в основу свята Пурім.

## Юдея під перським пануванням (537—332рр. До н. Е.)
Через 70 років за наказом перського царя Кіра II, який зламав могутність Вавилону, юдеї отримали можливість повернутися на свою землю.
516 р. до н. е. — завершено будівництво Другого Храму на чолі з Зоровавелем.
458 р. до н. е. — прибуття до Єрусалима пророка Ездри. Маючи статус представника перського царя він багато зробив для відновлення юдейського життя. Було відновлено святкування шаббату, сплату десятини і інших вимог Закону.

## Юдея під грецьким пануванням (332—167рр. До н. Е.)
Після завоювання перської монархії Олександром Македонським Земля Ізраїлю (Палестина) спочатку була підпорядкована Птолемеям в Єгипті (320—201 р. до н. е.), потім Селевкідам в Сирії. У цю епоху в юдейське середовище проникає грецька культура.

## Хасмонейського царство (140— 37 рр. До н. Е.)
Єврейське повстання 165 року до н. е. не тільки відстояло релігійну незалежність Юдеї, а й призвело до створення незалежного Хасмонейського царства (164 – 37) зі столицею в Єрусалимі.
У 63 р. до н. е. спалахнула війна між синами Соломії, Гірканом II і Аристобулом II, в результаті якої був покликаний третейським суддею римський полководець Помпей, який взяв Єрусалим і звернув Юдею в етнархію, що ввійшла до складу римської провінції Сирія.

## Юдея під владою Риму

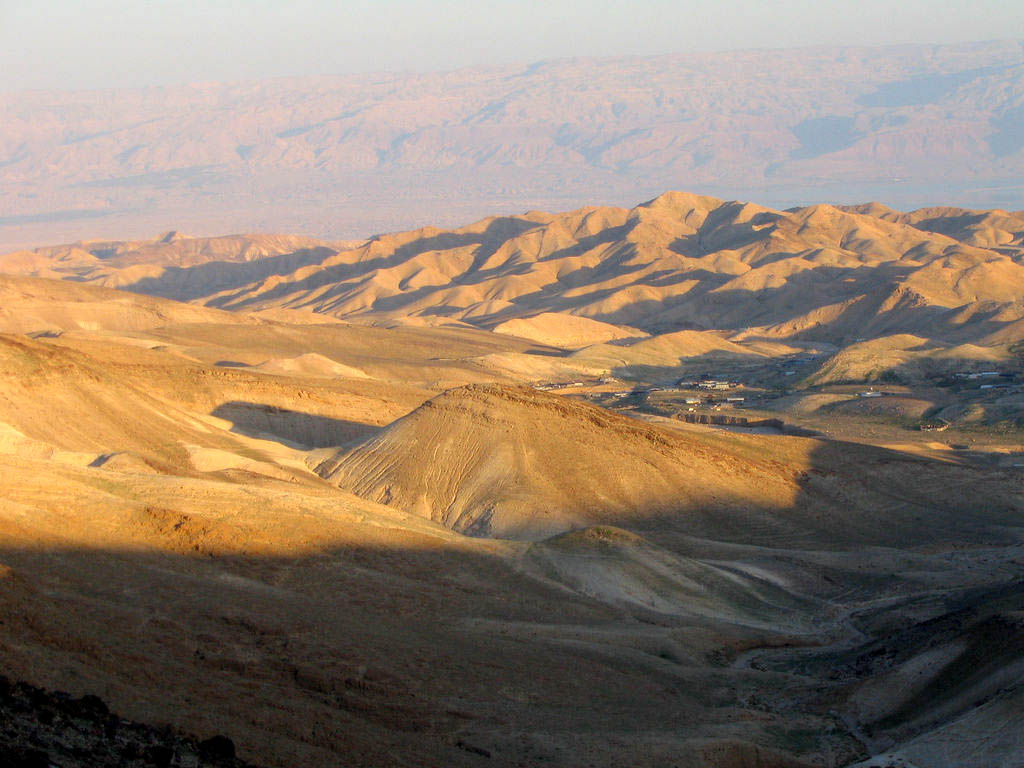

Після смерті Ірода Великого стався розподіл Палестини поміж його синами. Галилея та Зайордання були віддані Іродові Антипі; землі на північ від них — Іроду Пилипу; а Юдея з Самарією — Архелаю, який повинен був з часом успадкувати й титул царя. Однак Архелай викликав незадоволення як у євреїв, так і у римлян, і імператор Август змістив його в шостому році нашої ери, передавши владу над Юдеєю римському прокуратору.
З політичної точки зору Галілея і Юдея були хоч і підвладними Римові, а проте цілком окремими державами. У євангельські часи Галілеєю правив Ірод Антипа (з 4 р. до н. е. до 39 р. н. е.), а Юдеєю — Понтій Пілат (з 26 по 36 р. н. е.), про що також повідомляє євангеліст Лука (3.1). Юдея і Галілея були штучно об'єднані Давидом в 11 ст. до н. е., однак після смерті його сина Салимона (Соломона) у 927 р. до н. е. ця імперія розпалася на Ізраїль зі столицею в Самарії і вчетверо меншу Юдею зі столицею в Єрусалимі. У часи Ісуса Христа в Галілеї проживала незначна юдейська діаспора, а в Юдеї були компактні поселення галілеян, наприклад, у Витанії неподалік Єрусалима.
Галілеяни і юдеї відрізнялися не лише етнічно, але й расово: перші були арійцями,[джерело?] а другі — семітами (вихідцями з Аравійського півострова). Про етнічно-расові відмінності, серед іншого, свідчить те, що «арамейська мова була загальновживаною мовою Палестини часів Ісуса» (Геллей Генри. С. 410), проте, розмовляючи нею, галілеяни і юдеї суттєво відрізнялися способом її вимови. Наприклад, попри всі старання Петра, єрусалимляни його легко впізнали за галілейською вимовою (Мт 26.73, Мк 14.70, Лк 22.59).
Варто пояснити, що після повернення юдеїв з вавилонського полону арамейська мова стала у них розмовною, хоч їхні священні тексти традиційно писалися давньоєврейською мовою. Галілеяни також перебрали арамейську мову, але, попри те, зберігали свою материнську, «хатню» мову. Саме цією мовою Христос промовив свої останні слова: «А коло дев'ятої години Ісус скрикнув сильним голосом, кажучи: Елі Елі лема савахтані» (Мт 27.46). Почувши їх, юдеї подумали, що Ісус кличе пророка Іліяху (Мк 15.34—35).